# گاوسهره‌های سیاه
گاوسهره‌های سیاه (نام علمی: Melopyrrha) یک سرده از پرندگان گنجشک‌سان از خانواده فرخندگان است. از چهار گونه موجود بومی آنتیل بزرگ به همراه یک گونه احتمالاً منقرض‌شده از جزیره سنت کیتس در آنتیل کوچک ساخته شده‌است.
چهار گونه در این سرده هستند.
| تصویر | نام رایج           | نام علمی                 | پراکندگی                                                                                             |
| ----- | ------------------ | ------------------------ | --- |
|       | گاوسهره پورتوریکو  | Melopyrrha portoricensis | پورتوریکو.                                                                                           |
|       | گاوسهره سنت کیتس   | Melopyrrha grandis       | سنت کیتس.                                                                                            |
|       | گاوسهره آنتیل بزرگ | Melopyrrha violacea      | باهاما، هیسپانیولا (جمهوری دومینیکن و هائیتی، و همچنین جزایر اطراف)، جامائیکا، و جزایر ترک و کایکوس. |
|       | گاوسهره گرند کیمن  | Melopyrrha taylori       | گراند کیمن، جزایر کیمن                                                                               |
|       | گاوسهره کوبایی     | Melopyrrha nigra         | کوبا                                                                                                 |